# 4Minute

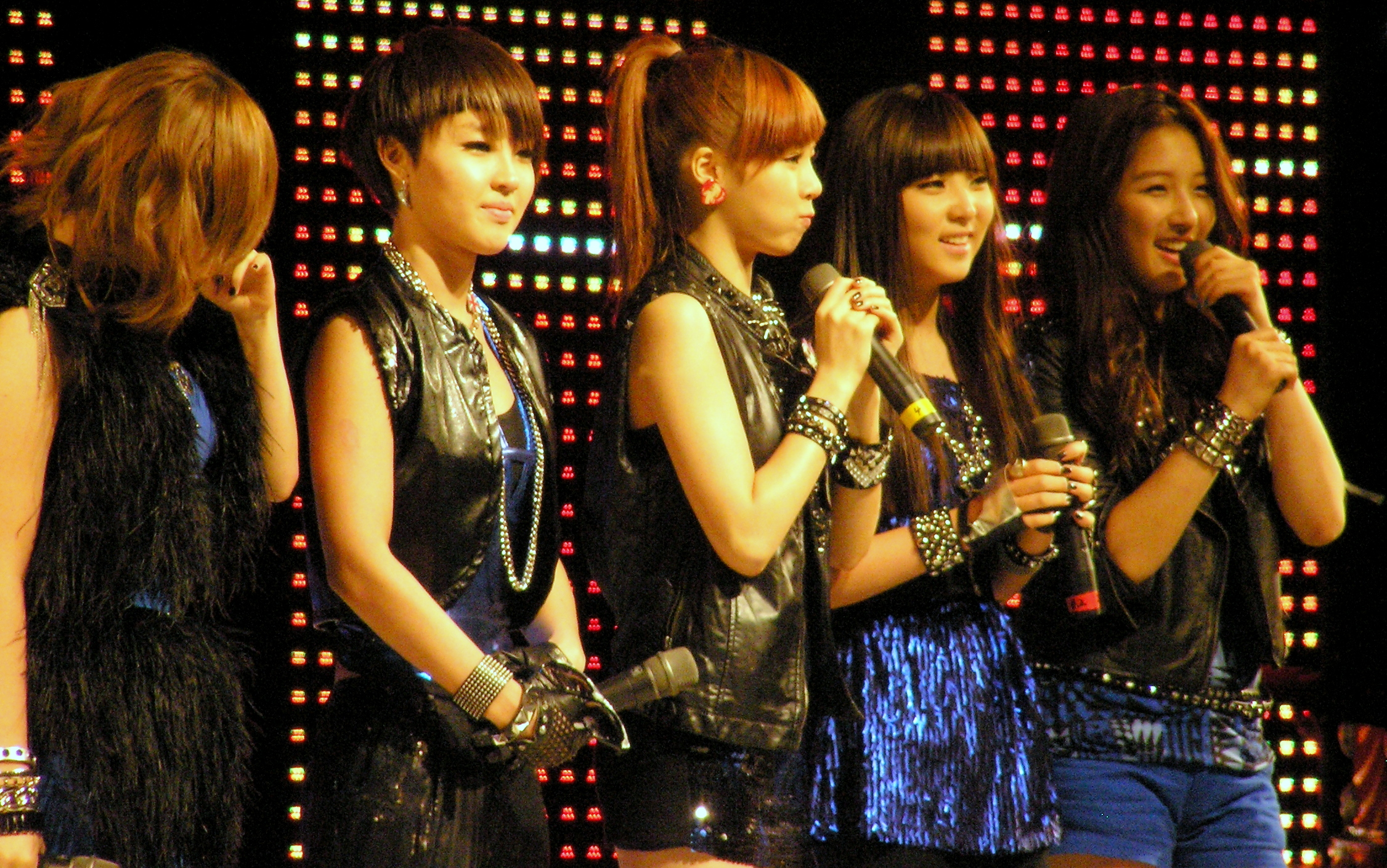
4Minute

4Minute is een Zuid-Koreaanse voormalige meidengroep, samengesteld in 2009 door Cube Entertainment.
4Minute bracht singles en albums uit in het Koreaans en het Japans. De meidengroep bestond uit: Heo Ga-Yoon, Kim Hyun-a, Nam Ji-hyun, Jeon Ji-yoon en Kwon So-hyun. De groep debuteerde in 2009 met het lied "Hot Issue". Ze brachten in 2010 hun eerste Japanse Album uit: Diamond.
De groep ontving de Bonsang Award van de 20e Seoul Music Awards en ze ontvingen ook de Kpop New Artist Award van de Billboard Japan Music Awards.